# Ledouxia alluaudi
Ledouxia alluaudi är en spindelart som först beskrevs av Simon 1898.  Ledouxia alluaudi ingår i släktet Ledouxia och familjen krabbspindlar. Inga underarter finns listade i Catalogue of Life.